# Achille Werquin
 (mai 2025).
Achille Werquin, né le 3 juin 1834 à Roubaix (Nord) et décédé le 19 septembre 1891 à Lille (Nord), est un homme politique français.

## Biographie
Avocat à Lille, il est député de la 1re circonscription de Lille de 1889 à 1891, siégeant comme républicain-radical.

## Sources
- « Achille Werquin », dans Adolphe Robert et Gaston Cougny, Dictionnaire des parlementaires français, Edgar Bourloton, 1889-1891 [détail de l’édition]